# Henry Betterton
Pour les articles homonymes, voir Bucknall et Betterton (homonymie).
Henry Bucknall Betterton (15 août 1872-18 novembre 1949) est un avocat britannique et homme politique conservateur. Il est ministre du Travail sous Ramsay MacDonald entre 1931 et 1934.

## Jeunesse et formation
Betterton est le fils de Henry Inman Betterton, de Woodville, Leicestershire, et d'Agnès, fille de Samuel Bucknall. Il fait ses études à Rugby et à Christ Church, à Oxford, et est appelé au Barreau, à Inner Temple, en 1896 . Il exerce pendant quelques années au Chancery Bar.

## Carrière politique
Betterton est élu député pour Rushcliffe à Nottingham en 1918 ,. Il sert sous Stanley Baldwin en tant que secrétaire parlementaire au ministère du Travail entre 1923 et 1924 et de nouveau entre 1924 et 1929. Lorsque le gouvernement national est formé en 1931, il est admis au Conseil privé et fait ministre du Travail sous Ramsay MacDonald, un poste qu'il occupe jusqu'en 1934, quand il quitte la Chambre des communes après sa nomination comme le président de la Commission d’aide au chômage.
Betterton est nommé Officier de l'Ordre de l'Empire britannique (OBE) en 1918 et Commandeur de l'Ordre de l'Empire britannique (CBE) en 1920. Il est fait baronnet, de Blackfordby dans le comté de Leicester, en 1929 et élevé à la pairie comme baron Rushcliffe, de Blackfordby dans le comté de Leicester, en 1935. En 1941, il est nommé Chevalier Grand-Croix de l'Ordre de l'Empire britannique .
Il préside le Comité des salaires des infirmières qui est créé en octobre 1941 .

## Famille
Lord Rushcliffe s'est marié deux fois. Il épouse d'abord Violet, fille de JG Gilliat, en 1912. Ils ont deux filles. Après sa mort en octobre 1947, il épouse en deuxièmes noces Inez Alfreda, fille d'Alfred Lubbock et veuve de Sir Harold Edward Snagge, en 1948. Rushcliffe est décédé en novembre 1949, à l'âge de 77 ans, et la baronnie s'éteint. Sa deuxième épouse est décédée en mai 1955 .